# Женская сборная Канады по баскетболу 3×3
Женская сборная Канады по баскетболу 3×3 представляет Канаду на международных соревнованиях по баскетболу 3×3. Управляющим органом является Федерация баскетбола Канады.
По состоянию на 11 сентября 2024, женская сборная Канады по баскетболу 3×3 занимает 7-е место в мировом рейтинге ФИБА женских сборных по баскетболу 3×3.

## Результаты выступлений
| Турнир                           | Золото | Серебро | Бронза | Всего |
| -------------------------------- | ------ | ------- | ------ | ----- |
| Олимпийские игры                 | —      | —       | —      | —     |
| Чемпионат мира по баскетболу 3×3 | 0      | 1       | 0      | 1     |
| Чемпионат Америки (3×3 AmeriCup) | 1      | 0       | 2      | 3     |
| Игры Содружества                 | 1      | 0       | 0      | 1     |
| Итого                            | 2      | 1       | 2      | 4     |

### Летние Олимпийские игры
| Год        | Место          | Игры           | Победы         | Поражения      | Состав команды                                      |
| ---------- | -------------- | -------------- | -------------- | -------------- | --------------------------------------------------- |
| 2020       | не участвовали | не участвовали | не участвовали | не участвовали | не участвовали                                      |
| Париж 2024 | 4              | 10             | 5              | 5              | Кейси Бош, Пейдж Крозон, Кэтрин Плуфф, Мишель Плуфф |

### Чемпионат мира по баскетболу 3×3
| Год            | Место          | Игры           | Победы         | Поражения      | Состав команды                                      |
| -------------- | -------------- | -------------- | -------------- | -------------- | --------------------------------------------------- |
| 2012—2019      | не участвовали | не участвовали | не участвовали | не участвовали | не участвовали                                      |
| Антверпен 2022 | 2              | 8              | 6              | 2              | Кейси Бош, Пейдж Крозон, Кэтрин Плуфф, Мишель Плуфф |
| Вена 2023      | 6              | 5              | 3              | 2              | Кейси Бош, Пейдж Крозон, Кэтрин Плуфф, Мишель Плуфф |

### Чемпионат Америки по баскетболу 3×3 (AmeriCup)
| Год           | Место | Игры | Победы | Поражения | Состав команды                                                   |
| ------------- | ----- | ---- | ------ | --------- | ---------------------------------------------------------------- |
| Майами 2021   | 3     | 5    | 4      | 1         | Кейси Бош, Пейдж Крозон, Мишель Плуфф, Catherine Traer           |
| Майами 2022   | 1     | 5    | 4      | 1         | Кейси Бош, Пейдж Крозон, Кэтрин Плуфф, Мишель Плуфф              |
| Сан-Хуан 2023 | 3     | 5    | 3      | 2         | Кейси Бош, Пейдж Крозон, Saicha Patrica Grant-Allen, Jamie Scott |

### Игры Содружества
| Год            | Место | Игры | Победы | Поражения | Состав команды                                              |
| -------------- | ----- | ---- | ------ | --------- | ----------------------------------------------------------- |
| Бирмингем 2022 | 1     | 6    | 4      | 2         | Taya Hanson, Rosalie Mercille, Sarah Te-Biasu, Tara Wallack |